# Göttinger Verlag der Kunst
Der Göttinger Verlag der Kunst ist ein Buchverlag aus Göttingen. Er konzentriert sich auf die Produktion von Kunstbüchern und Ausstellungskatalogen sowie FineArtPrints nationaler und internationaler Künstler.

## Geschichte
2014 gründete Gert W. Schwab den Verlag, um besser auf Kunden einzugehen und eigene Ideen umzusetzen.

## Programm
Neben Ausstellungskatalogen, unter anderem für das Deutsche Romantik Museum in Frankfurt am Main, das Wilhelm Busch – Deutsches Museum für Karikatur und Zeichenkunst oder Galerieausstellungen einiger Künstler, publiziert der Verlag vor allem Bücher in Zusammenarbeit mit Künstlern der eigenen Online-Galerie.
Auswahl
- a Kind of Blue – Jub Mönster 2024, ISBN 978-3-945869-26-0
- Die lieben Nachbarn - Deutschland und Österreich – Eva Jandl-Jörg (Hg.) 2024, ISBN 978-3-945869-23-9
- Saimaluu Tash - Antike Felsbilder in den Hochgebirgen Kirgistans – Johannes Reckel 2024, ISBN 978-3-945869-21-5
- Die Natur will, dass Kinder Kinder sind ... – Joachim Seng/Katja Kaluga (Hg.) 2023, ISBN 978-3-945869-20-8
- HOPPMANN – Frank Hoppmann 2023, ISBN 978-3-945869-18-5
- Schreiben mit der Hand in der Zeit der Romantik – Andreas Dietzel 2023, ISBN 978-3-945869-17-8
- Painting the Virtual Mind – Susannah Martin 2023, ISBN 978-3-945869-16-1
- brennWEITEN - Ein Feuerbuch – Kain Karawahn 2023, ISBN 978-3-945869-15-4
- Ich liebe Deine Liebe – Nicholas Saul/Johannes Endres (Hg.) 2022, ISBN 978-3-945869-13-0

Göttinger Verlag der KIDS
Seit Herbst 2024 existiert die Edition KIDS, unter der auch Kinderbücher veröffentlicht werden.
- DINGS! und der verschwundene Goethe-Elefant – Nicola Schroth/Andreas Zier, Illustrationen von Oliver Gerke 2024, ISBN 978-3-945869-24-6